# Davide Pascolo
Davide Pascolo (Udine, 14 dicembre 1990) è un cestista italiano, di ruolo ala grande.

## Carriera

### Giovanili
È figlio di Andrea Pascolo, ex ala con un passato in Serie B.
Comincia a giocare a basket ancora bambino nelle file della NBB Fagagna, poi diventata Collinare Basket Fagagna (cresciuto sotto la guida tecnica dell'allenatore Marco Bon). Nel 2008-2009 entra nella squadra under 19 della Snaidero Udine e conquista il quarto posto alle finali nazionali di categoria disputatesi a Salsomaggiore Terme. Al termine della manifestazione viene eletto nel quintetto ideale.

### Club
Inizia la carriera da professionista a Udine, disputando due stagioni del Campionato di Legadue (2009-2010 e 2010-2011) collezionando rispettivamente 13 e 18 presenze in campo.
Nel 2011-2012 si è trasferito all'Aquila Basket Trento in Divisione Nazionale A, con cui ha disputato 34 partite di campionato  centrando la promozione in Legadue 2012-2013  vincendo il titolo di campioni d'Italia dilettanti. Sempre con Trento vince la Coppa Italia di Legadue 2012-2013 e viene nominato MVP della manifestazione.
Nella stagione 2013-2014 guida l'Aquila Basket Trento al primo posto in campionato al termine della regular season. Viene nominato MVP della regular season di Lega Adecco Gold, chiudendo con 16,0 punti, 9,9 rimbalzi e 64,7% dal campo. La stagione si conclude con la promozione in serie A.
Alla sua prima stagione in Serie A (2014-2015) contribuisce alla conquista dei play-off con 11,7 punti, 7,2 rimbalzi a partita.
Al termine della regular season 2015-2016, caratterizzata da 13,4 punti e 6,4 rimbalzi di media, conquista il secondo posto del premio quale MVP.
Nella stessa stagione 2015-2016 ottiene visibilità a livello internazionale, entrando nell'All-Eurocup First team, primo quintetto della competizione, grazie a 15 punti e 6,1 rimbalzi a partita, diventati rispettivamente 17,7 e 8 nella fase ad eliminazione diretta conclusasi in semifinale.
Il 17 giugno 2016 firma con l'Olimpia Milano, squadra con cui vince uno scudetto, una Coppa Italia, e due supercoppe.
Il 17 luglio 2018, Pascolo viene svincolato da Milano. Una settimana più tardi fa ritorno dopo due stagioni all'Aquila Trento.

### Nazionale
Davide Pascolo vanta la partecipazione al FIBA EuroBasket Under 20 del 2010, disputato in Croazia. È sceso in campo in 7 occasioni, collezionando 29 punti complessivi. Nell'estate 2013 fa parte della nazionale sperimentale in tournée in Cina. Esordisce con la nazionale maggiore alla Trentino Cup 2014 di cui si aggiudica il premio MVP.

## Palmarès

### Squadra
- Campionato italiano: 1

Olimpia Milano: 2017-18
- Coppa Italia: 1

Olimpia Milano: 2017
- Supercoppa italiana: 2

Olimpia Milano: 2016, 2017
- Campionato italiano dilettanti

Aquila Trento: 2011-12
- Coppa Italia di Legadue: 1

Aquila Trento: 2013

### Individuale
- MVP Coppa Italia di Legadue

Aquila Trento: 2013
- MVP Campionato DNA Gold

Aquila Trento: 2013-14
- All-Eurocup First Team: 1

Aquila Trento: 2015-16

## Statistiche

### Nazionale
| Cronologia completa delle presenze e dei punti in Nazionale - Italia | Cronologia completa delle presenze e dei punti in Nazionale - Italia | Cronologia completa delle presenze e dei punti in Nazionale - Italia | Cronologia completa delle presenze e dei punti in Nazionale - Italia | Cronologia completa delle presenze e dei punti in Nazionale - Italia | Cronologia completa delle presenze e dei punti in Nazionale - Italia | Cronologia completa delle presenze e dei punti in Nazionale - Italia | Cronologia completa delle presenze e dei punti in Nazionale - Italia |
| Data                                                                 | Città                                                                | In casa                                                              | Risultato                                                            | Ospiti                                                               | Competizione                                                         | Punti                                                                | Note                                                                 |
| -------------------------------------------------------------------- | -------------------------------------------------------------------- | -------------------------------------------------------------------- | -------------------------------------------------------------------- | -------------------------------------------------------------------- | -------------------------------------------------------------------- | -------------------------------------------------------------------- | -------------------------------------------------------------------- |
| 10/07/2014                                                           | Trento                                                               | Italia                                                               | 91 - 59                                                              | Germania                                                             | Torneo amichevole                                                    | 17                                                                   | [ 10 ]                                                               |
| 11/07/2014                                                           | Trento                                                               | Italia                                                               | 74 - 58                                                              | Paesi Bassi                                                          | Torneo amichevole                                                    | 10                                                                   | [ 11 ]                                                               |
| 12/07/2014                                                           | Trento                                                               | Italia                                                               | 74 - 68                                                              | Belgio                                                               | Torneo amichevole                                                    | 8                                                                    | [ 12 ]                                                               |
| 18/07/2014                                                           | Sarajevo                                                             | Italia                                                               | 60 - 76                                                              | Montenegro                                                           | Torneo amichevole                                                    | 0                                                                    | [ 13 ]                                                               |
| 19/07/2014                                                           | Sarajevo                                                             | Bosnia ed Erzegovina                                                 | 70 - 75                                                              | Italia                                                               | Torneo amichevole                                                    | 0                                                                    | [ 14 ]                                                               |
| 20/07/2014                                                           | Sarajevo                                                             | Italia                                                               | 89 - 77                                                              | Bielorussia                                                          | Torneo amichevole                                                    | 2                                                                    | [ 15 ]                                                               |
| 25/07/2014                                                           | Skopje                                                               | Italia                                                               | 86 - 84                                                              | Montenegro                                                           | Torneo amichevole                                                    | 0                                                                    | [ 16 ]                                                               |
| 26/07/2014                                                           | Skopje                                                               | Macedonia del Nord                                                   | 56 - 63                                                              | Italia                                                               | Torneo amichevole                                                    | 2                                                                    | [ 17 ]                                                               |
| 27/07/2014                                                           | Skopje                                                               | Italia                                                               | 73 - 65                                                              | Polonia                                                              | Torneo amichevole                                                    | 0                                                                    | [ 18 ]                                                               |
| 03/08/2014                                                           | Trieste                                                              | Italia                                                               | 74 - 71                                                              | Canada                                                               | Torneo amichevole                                                    | 0                                                                    | [ 19 ]                                                               |
| 04/08/2014                                                           | Trieste                                                              | Italia                                                               | 99 - 71                                                              | Bosnia ed Erzegovina                                                 | Torneo amichevole                                                    | 6                                                                    | [ 20 ]                                                               |
| 05/08/2014                                                           | Trieste                                                              | Italia                                                               | 80 - 71                                                              | Serbia                                                               | Torneo amichevole                                                    | 0                                                                    | [ 21 ]                                                               |
| 13/08/2014                                                           | Mosca                                                                | Russia                                                               | 63 - 65                                                              | Italia                                                               | Qual. Euro 2015                                                      | 0                                                                    | [ 22 ]                                                               |
| 17/08/2014                                                           | Cagliari                                                             | Italia                                                               | 90 - 60                                                              | Svizzera                                                             | Qual. Euro 2015                                                      | 0                                                                    | [ 23 ]                                                               |
| 24/08/2014                                                           | Cagliari                                                             | Italia                                                               | 68 - 72                                                              | Russia                                                               | Qual. Euro 2015                                                      | 0                                                                    | [ 24 ]                                                               |
| 27/08/2014                                                           | Bellinzona                                                           | Svizzera                                                             | 65 - 80                                                              | Italia                                                               | Qual. Euro 2015                                                      | 0                                                                    | [ 25 ]                                                               |
| 30/07/2015                                                           | Trento                                                               | Italia                                                               | 64 - 52                                                              | Paesi Bassi                                                          | Torneo amichevole                                                    | 0                                                                    | [ 26 ]                                                               |
| 31/07/2015                                                           | Trento                                                               | Italia                                                               | 64 - 54                                                              | Austria                                                              | Torneo amichevole                                                    | 2                                                                    | [ 27 ]                                                               |
| 01/08/2015                                                           | Trento                                                               | Italia                                                               | 68 - 69                                                              | Germania                                                             | Torneo amichevole                                                    | 0                                                                    | [ 28 ]                                                               |
| 23/08/2015                                                           | Capodistria                                                          | Slovenia                                                             | 76 - 67                                                              | Italia                                                               | Torneo amichevole                                                    | 0                                                                    | [ 29 ]                                                               |
| 28/08/2015                                                           | Trieste                                                              | Italia                                                               | 91 - 90                                                              | Georgia                                                              | Torneo amichevole                                                    | 0                                                                    | [ 30 ]                                                               |
| 29/08/2015                                                           | Trieste                                                              | Italia                                                               | 90 - 69                                                              | Università statale del Michigan                                      | Torneo amichevole                                                    | 0                                                                    | [ 31 ]                                                               |
| 30/08/2015                                                           | Trieste                                                              | Italia                                                               | 68 - 63                                                              | Russia                                                               | Torneo amichevole                                                    | 0                                                                    | [ 32 ]                                                               |
| 17/06/2016                                                           | Trento                                                               | Italia                                                               | 78 - 48                                                              | Rep. Ceca                                                            | Torneo amichevole                                                    | 12                                                                   | [ 33 ]                                                               |
| 18/06/2016                                                           | Trento                                                               | Italia                                                               | 87 - 58                                                              | Cile                                                                 | Torneo amichevole                                                    | 5                                                                    | [ 34 ]                                                               |
| 26/06/2016                                                           | Bologna                                                              | Italia                                                               | 71 - 74                                                              | Canada                                                               | Torneo amichevole                                                    | 0                                                                    | [ 35 ]                                                               |
| 30/06/2016                                                           | Biella                                                               | Italia                                                               | 83 - 70                                                              | Porto Rico                                                           | Amichevole                                                           | 0                                                                    | [ 36 ]                                                               |
| 09/08/2017                                                           | Cagliari                                                             | Italia                                                               | 74 - 68                                                              | Finlandia                                                            | Amichevole                                                           | 7                                                                    | [ 37 ]                                                               |
| 11/08/2017                                                           | Cagliari                                                             | Italia                                                               | 75 - 70                                                              | Finlandia                                                            | Torneo amichevole                                                    | 4                                                                    | [ 38 ]                                                               |
| 13/08/2017                                                           | Cagliari                                                             | Italia                                                               | 73 - 53                                                              | Turchia                                                              | Torneo amichevole                                                    | 6                                                                    | [ 39 ]                                                               |
| 18/08/2017                                                           | Tolosa                                                               | Montenegro                                                           | 66 - 67                                                              | Italia                                                               | Torneo amichevole                                                    | 4                                                                    | [ 40 ]                                                               |
| 19/08/2017                                                           | Tolosa                                                               | Belgio                                                               | 80 - 60                                                              | Italia                                                               | Torneo amichevole                                                    | 0                                                                    | [ 41 ]                                                               |
| 20/08/2017                                                           | Tolosa                                                               | Francia                                                              | 88 - 63                                                              | Italia                                                               | Torneo amichevole                                                    | 10                                                                   | [ 42 ]                                                               |
| 23/08/2017                                                           | Atene                                                                | Serbia                                                               | 73 - 65                                                              | Italia                                                               | Torneo Acropolis 2017                                                | 2                                                                    | [ 43 ]                                                               |
| 24/08/2017                                                           | Atene                                                                | Grecia                                                               | 73 - 70 dts                                                          | Italia                                                               | Torneo Acropolis 2017                                                | 1                                                                    | [ 44 ]                                                               |
| 25/08/2017                                                           | Atene                                                                | Georgia                                                              | 65 - 73                                                              | Italia                                                               | Torneo Acropolis 2017                                                | 7                                                                    | [ 45 ]                                                               |
| 23/02/2018                                                           | Treviso                                                              | Italia                                                               | 80 - 62                                                              | Paesi Bassi                                                          | Qual. Mondiali 2019                                                  | 4                                                                    | [ 46 ]                                                               |
| 26/02/2018                                                           | Cluj-Napoca                                                          | Romania                                                              | 50 - 101                                                             | Italia                                                               | Qual. Mondiali 2019                                                  | 4                                                                    | [ 47 ]                                                               |
| 22/02/2019                                                           | Varese                                                               | Italia                                                               | 75 - 41                                                              | Ungheria                                                             | Qual. Mondiali 2019                                                  | 4                                                                    | [ 48 ]                                                               |
| 25/02/2019                                                           | Klaipėda                                                             | Lituania                                                             | 86 - 73                                                              | Italia                                                               | Qual. Mondiali 2019                                                  | 6                                                                    | [ 49 ]                                                               |
| Totale                                                               |                                                                      | Presenze                                                             | 40                                                                   |                                                                      | Punti                                                                | 123                                                                  |                                                                      |